# 凹脉杜茎山
凹脉杜茎山（学名：Maesa cavinervis）为紫金牛科杜茎山属下的一个种。

## 扩展阅读
- 維基物種上的相關：凹脉杜茎山